# Сержанин, Андрей Иванович
Андрей Иванович Сержа́нин (1899—1975) — советский хирург.

## Биография
Родился 28 августа (9 сентября) 1899 года в местечке Любань (ныне Минская область, Беларусь) в крестьянской семье. Белорус. Окончил медицинский факультет БГУ (1927). Ординатор клиники при кафедре топографической, анатомической и операционной хирургии ММИ (1930—1932). Ассистент его хирургической клиники (1932—1936). Ассистент, доцент кафедры общей хирургии ВГМИ имени Н. Н. Бурденко (1937—1941). Член ВКП(б). Участник Великой Отечественной войны, военный врач. Доцент хирургической клиники (1945—1947), заведующий кафедрой детской хирургии (1947—1950), заведующий кафедрой факультетской хирургии (1950—1974) ВГМИ имени Н. Н. Бурденко. Одновременно главный хирург Воронежа. Доктор медицинских наук (1947). Профессор (1948)
Умер 13 апреля 1975 года. Похоронен в Воронеже на Коминтерновском кладбище.

## Научные труды
Автор более 70 научных работ, посвященных хирургическому лечению органов брюшной полости, вопросам травматологии и урологии, в том числе книги: «Лечение огнестрельных ранений суставов во фронтовом районе» (Минск, 1947) и другие.

## Награды и премии
- заслуженный деятель науки РСФСР (1970)
- орден Ленина
- два ордена Трудового Красного Знамени
- орден Красной Звезды (6.3.1943)
- медали